# Eclissi solare del 20 aprile 2023
L'eclissi solare del 20 aprile 2023 è un evento astronomico che ha avuto luogo il suddetto giorno attorno alle ore 04.17 UTC
.